# ملعب المنصورة
ستاد المنصورة هو ملعب متعدد الاستخدامات يقع في مدينة المنصورة في محافظة الدقهلية في مصر، أنشئ عام 1962. ويستخدم غالباً في مباريات كرة القدم حيث يستضيف مباريات العودة لفريق المنصورة، ويتسع الإستاد لأكثر من 18 ألف متفرج.

## معلومات عن الملعب
- انشى استاد المنصورة الرياضى في عام 1962
- عد استاد المنصورة من أهم المعالم الرياضية داخل محافظة الدقهلية فهو أكبر المؤسسات الرياضية العملاقة حيث يضم بداخله العديد من المنشات الرياضية والتابعة لإدارة المنشات الرياضية بمديرية الشباب والرياضة

أهمها الملعب الرئيسى لكرة القدم بطول 118 م وعرض 64 م وسعة مدرجاته حوالى 18 الف متفرج.
به أيضا صالة مغطاة مجهزة بأحدث الوسائل المتقدمة وصالة مغطاة أخرة للعبة الجمباز وأخرى شاملة لكل الألعاب.
ووحدة الطب الرياضي
يضم ملاعب للسلة واليد والكرة الطائرة وملعب دولي للتنس الأرضى. يضم بداخله حمامات للسباحة وأخر للغطس. يقع علي جزء بداخله مركز شباب المدينة والذي يشرف علي مركز الشباب مجلس إدارة منتخب من الجمعية العمومية بالمركز
يتمتع أعضاء الجمعية العمومية بنادى اجتماعى رفيع المستوى يتوفر فيه كل سبل الراحة حيث يضم بداخله صالات اجتماعية ومطاعم وكافتريا كما يوجد مكتبة متجددة على أعلى مستوى وبها كتب بأعداد كبيرة ومفهرسة.

## مجلس إدارة الاستاد
- السيد المحاسب جلال محمود الغازى “الرئيس”
- المحاسب تامر حسن البسنديلي «نائب الرئيس»
- الاستاذ/ احمد بدوي الرشيدى «عضو»
- الاستاذ/مصطفي محمد المهدي «عضو»
- الاستاذ/إبراهيم عادل الامام «عضو»
- الدكتورة / رانيا احمدالشال «عضو»
- الاستاذة /ريهام رأفت البوشى «عضو» [3]

## معلومات حول الاتصال بالنادي
- العنوان: ش عبد السلام عارف والجيش – المنصورة – الدقهلية – مصر
- تليفون: 0502247739
- قاكس: 0502243618
- ص.ب: 127 [4]

## وصلات خارجية
- موقع ستاد المنصورة
- معلومات عن الإستاد
- صورة الإستاد نسخة محفوظة 1 فبراير 2011 على موقع واي باك مشين.